# 三國志 (動畫電影)
《三国志》是1992年起由日本信浓策划製作、日本东映动画發行的系列三部曲動畫電影。改編自中国传统古典文学名著《三国演义》和上海人民美术出版社出版的《三國演義》連環畫。三国志電影三部曲分別於1992年至1994年在日本公映。
- 日语：（英雄的黎明）
- 日语：（燃燒的長江）
- 日语：（遥远的大地）

## 簡介
本系列动画电影由信濃企畫制作，是其非常重要的一部代表作品。开始制作于1987年，耗資15億日圓，历时四年有余，于1991年12月制作完成。公映后在日本动画领域获得了很高的赞誉，并于1995年5月获得厚生省儿童福利文化奖。本系列电影的音乐，韵律优美，磅礴大气且具有深厚文化底蕴，为了营造出真正的中国风格，制作人员曾数次赴中国各地进行实景、实物取材，并有专人负责时代、事件考证，找来中国音乐家演奏古筝、二胡等中国传统乐器，整部作品画面充满了中国风味。更被日后台灣、香港等地的古典背景电影、电视作品里被多次引用（參見台灣電影《哪吒大戰美猴王》、台灣電視劇《再世情緣》、香港電影《劍奴》等）。电影主题曲《风姿花传》由日本音乐家谷村新司演唱。
第一部是英雄的黎明，描述公元184-198年間，立志以拯救天下苍生为己任的刘备、关羽、张飞三人桃园三结义，讨伐黄巾军拯救黎民百姓。霸主曹操崛起，图谋雄霸天下。天下英雄的命运初现端倪。第一部的結局為白门楼事变，呂布死時。
第二部是燃烧的长江，描述公元199-210年間，统治中国北方领土的魏王曹操，为得天下霸业发动赤壁之战，刘备三兄弟三顾茅庐，请军师孔明出山相助。孔明舌战群儒，与吴王孙权、大都督周瑜联盟，在赤壁共同应对魏国的入侵，天下走向扑朔迷离。第二部結局為周瑜死時。
完結篇是遥远的大地，描述公元211-234年間，天下三国鼎立，刘备、曹操、关羽、张飞相继死去。孔明继续带领蜀军与魏军司马懿抗衡，六出祁山，壯志未酬，终于疲累成疾离开了这个纷乱的世代，而蜀之灭亡，關羽之女鳳姬也因夫君馬謖之死和诸葛孔明的去世，悲痛欲絕，离开这片遙遠的大地，回到山東，並照著诸葛孔明的指示克盡天命活下去。刘备、关羽、张飞、诸葛孔明等人凛然正气与大义，长留在千千万万的百姓心中。
完結篇結局為星落五丈原，孔明死時，至此，三国志三部曲电影告一段落。

## 製作名單
- 監製：吉成孝昌、岡田裕介
- 企劃：吉成孝昌、湯澤正二
- 製作人：荻野豊太郎、勝間田具治
- 導演：勝間田具治
- 動畫導演：角田纊一
- 主編：舛田利雄
- 編劇：笠原和夫
- 音樂：横山菁兒
- 美術：椋尾篁、窪田忠雄
- 製作協力：東映動畫
- 主题曲：《风姿花传》
- 演唱：谷村新司

## 演出人員

### 第一部登場
| 角色名               | 配音員                                | 配音員                              |
| 角色名               | 日本                                  | 台灣                                |
| -------------------- | ------------------------------------- | ----------------------------------- |
| 劉備玄德             | 青井輝彥                              | 官志宏 (1) 于正昇 (2) 郭如舜 (3)    |
| 關羽雲長             | 青野武                                | 徐健春 (1)、(3) 郭如舜 (2)          |
| 張飛翼德             | 石田太郎                              | 沈光平                              |
| 曹操孟德             | 渡哲也 (1)、(2) 渡瀨恒彥 (3)          | 杜德勳 (1) 官志宏 (2) 魏伯勤 (3)    |
| 麗花                 | 潘惠子                                | 呂佩玉                              |
| 徐庶元直             | 佐藤浩之 (1) 田中亮一 (2)             | 徐健春 (1) 沈光平 (2)               |
| 諸葛瑾子瑜           | 堀川亮 (1) 池水通洋 (2)               | 官志宏                              |
| 諸葛亮孔明（未成年） | 山中一希 (幼年時代) 鹽屋翼 (少年時代) | 王瑞芹 (幼年時代) 官志宏 (少年時代) |
| 諸葛均               | 工藤彰吾 (1) 鹽屋翼 (2)               | 官志宏                              |
| 糜竺子仲             | 野田圭一                              | 李香生 (1) 郭如舜 (2)               |
| 夏侯惇元讓           | 鄉里大輔                              | 沈光平                              |
| 典韋洪飛             | 銀河萬丈                              | 沈光平                              |
| 荀彧文若             | 山田俊司                              | 沈光平                              |
| 郭嘉奉孝             | 佐藤正治                              | 官志宏                              |
| 袁紹本初             | 田中康郎                              | 徐健春 (1) 官志宏 (2)               |
| 袁術公路             | 田中亮一                              | 官志宏                              |
| 公孫瓚伯珪           | 戶谷公次                              | 李香生                              |
| 呂布奉先             | 津嘉山正種                            | 李香生                              |
| 貂蟬                 | 吉田理保子                            | 王瑞芹                              |
| 張遼文遠             | 中田浩二                              | 徐健春 (1) 官志宏 (2) 劉傑 (3)      |
| 陳宮公台             | 家弓家正                              | 徐健春                              |
| 王允子師             | 矢田耕司                              | 杜德勳                              |
| 董卓仲穎             | 瀧口順平                              | 沈光平                              |
| 張角                 | 鄉里大輔                              | 沈光平                              |
| 陶謙恭祖             | 宮内幸平                              | 徐健春                              |
| 督郵                 | 永井一郎                              | 杜德勳                              |
| 旁白                 | 金內吉男 (1)、(2) 石原良 (3)          | 徐健春 (1)、(3) 官志宏 (2)          |

### 第二部登場
| 角色名     | 配音員                    | 配音員                |
| 角色名     | 日本                      | 台灣                  |
| ---------- | ------------------------- | --------------------- |
| 諸葛亮孔明 | 山口崇 (2)、(3)           | 官志宏 (2) 劉傑 (3)   |
| 趙雲子龍   | 堀秀行                    | 郭如舜 (2) 魏伯勤 (3) |
| 孫權仲謀   | 柴田秀勝                  | 郭如舜 (2) 劉傑 (3)   |
| 周瑜公瑾   | 屋良有作                  | 郭如舜                |
| 龐統士元   | 兼本新吾 (2) 出口博文 (3) | 沈光平                |
| 司馬徽德操 | 槐柳二                    | 沈光平                |
| 蔣幹子翼   | 出口博文                  | 官志宏                |
| 張昭子布   | 石原良                    | 官志宏 (2) 魏伯勤 (3) |
| 徐盛文嚮   | 田中和實                  | 洪明                  |
| 蔡瑁德珪   | 平野正人                  | 洪明                  |
| 丁奉承淵   | 小林通孝                  | 洪明                  |
| 曹洪子廉   | 真地勇志                  | 洪明                  |
| 程昱仲德   | 岸野一彥                  | 郭如舜                |
| 劉表景升   | 八奈見乘兒                | 沈光平                |
| 魯肅子敬   | 家弓家正                  | 沈光平                |
| 黃蓋公覆   | 矢田耕司                  | 沈光平                |

### 第三部登場
| 角色名     | 配音員     | 配音員 |
| 角色名     | 日本       | 台灣   |
| ---------- | ---------- | ------ |
| 鳳姬       | 鶴弘美     | 王瑞芹 |
| 司馬懿仲達 | 大塚周夫   | 徐健春 |
| 馬良季常   | 田中康郎   | 魏伯勤 |
| 馬謖幼常   | 田中秀幸   | 郭如舜 |
| 馬超孟起   | 橋本晃一   | 郭如舜 |
| 黃忠漢升   | 矢田耕司   | 沈光平 |
| 魏延文長   | 堀之紀     | 劉傑   |
| 周倉元福   | 神山卓三   | 劉傑   |
| 關平       | 田中和實   | 魏伯勤 |
| 陸遜伯言   | 池水通洋   | 郭如舜 |
| 呂蒙子明   | 阪脩       | 沈光平 |
| 劉璋季玉   | 岸野一彥   | 沈光平 |
| 張任       | 銀河萬丈   | 劉傑   |
| 冷苞       | 佐藤正治   | 魏伯勤 |
| 張松子喬   | 北川米彦   | 沈光平 |
| 华佗元化   | 八奈見乘兒 | 沈光平 |
| 左慈元放   | 野本禮三   | 沈光平 |

## 主題曲
- 《風姿花傳》[3]

作詞、作曲、演唱：谷村新司
編曲：服部克久

## 引用
1. ↑  由於渡哲也配音完第二集後罹患直腸癌進行休養，完結篇由胞弟渡瀨恒彥接手。
2. ↑  由於金內吉男配音完第二集後因病去世，完結篇由石原良接手。
3. ↑  1994年，黃乙玲翻唱《愛情的酒攏袂退》專輯的「今生愛過的人」，許常德填詞。